# 拉拉基斯區
拉拉基斯區（西班牙語：Distrito de Lalaquiz），是秘魯的一個區，位於該國西北部皮烏拉大區的宛卡班巴省，始建於1983年12月30日，面積138.95平方公里，海拔高度1,000米，2007年人口5,115，人口密度每平方公里37人。